# Kop van Ossenisse
De Kop van Ossenisse is het meest noordelijke deel van Oost-Zeeuws-Vlaanderen, waarop zich de dorpen Ossenisse en Walsoorden, almede de voormalige veerhaven van Perkpolder bevinden.
De Kop van Ossenisse is gevoelig gebleken voor de kracht van het water, herhaald leidende tot dijkval en -tijdens de watersnood van 1953- tot dijkbreuken die tal van slachtoffers eisten. Strekdammen werden omstreeks 1850 aangelegd om de stroomgeulen op afstand van de kust te houden.
Het scheepvaartverkeer over de Westerschelde van en naar de Haven van Antwerpen krijgt te maken met een bochtig traject: De Overloop van Hansweert loopt in een wijde boog om dit schiereiland heen, en in het verleden is hier menig schip vastgelopen.
Door het opheffen van de veerdienst Kruiningen - Perkpolder in 2003 is deze streek zeer geïsoleerd komen te liggen.